# Iwonicz-Zdrój
Iwonicz-Zdrój (tradotto in italiano Bagni di Iwonicz) è un comune urbano-rurale e un centro termale polacco, nel distretto di Krosno, nel voivodato della Precarpazia. Ricopre una superficie di 45,5 km² e nel 2004 contava 10 905 abitanti.
Costituisce una tappa del sentiero E8, che collega Irlanda e Bulgaria, all'interno della cosiddetta rete sentieristica europea.